# Francisco I. Madero (Paraíso)
Francisco I. Madero es un ejido del municipio de Paraíso ubicado en la subregión de la Chontalpa del estado mexicano de Tabasco.

## Geografía
La localidad se ubica a 5.1 kilómetros (en dirección norte) de la localidad de Paraíso, la cabecera y lugar más poblado del municipio. Se sitúa en las coordenadas geográficas 18°21′06″N 93°13′34″O / 18.351667, -93.226111, a una elevación de 5 metros sobre el nivel del mar.

## Demografía
Según el Conteo de Población y Vivienda 2020, efectuado por el Instituto Nacional de Estadística y Geografía, la localidad de Francisco I. Madero tiene 467 habitantes, de los cuales 229 son del sexo masculino y 238 del sexo femenino. Su tasa de fecundidad es de 2.44 hijos por mujer y tiene 127 viviendas particulares habitadas.
| Gráfica de evolución demográfica de Francisco I. Madero entre 1970 y 2020 |
|                                                                           |
| INEGI.                                                                    |